# Stammeria jakobii
Stammeria jakobii är en rundmaskart. Stammeria jakobii ingår i släktet Stammeria och familjen Bunonematidae. Inga underarter finns listade i Catalogue of Life.